# Rainbow: Nisha Rokubō no Shichinin
 (јап. RAINBOW 二舎六房の七人) ili samo Rainbow je manga koju je napisao Džordž Abe, a ilustrovao Masasumi Kakizaki. Serijalizovala se od 2002. do 2008. u Šogakukanovoj manga reviji Weekly Young Sunday, nakon čega je prešla u Big Comic Spirits gde je završena 2010. godine. Poglavlja su sakupljena u 22 tankobona. Manga je 2006. godine dobila nagradu u opštoj kategoriji na 51. Šogakukanovoj nagradi za mange. Naslov je 2010. godine adaptiran u anime.

## Radnja
Postavljena 1950-ih, radnja prati šest maloletnih delikvenata i njihovog mentora u Šonan školi za delikvente blizu Tokija. Serija prati život i agoniju mladih dečaka tokom njihovog vremena u, i nakon odlazka iz te ustanove.

## Likovi
Rokurouta Sakuragi (桜木 六郎太 )
Glas daje: Rikija Kojama
Sakuragi Rokurouta, momak od 18 godina koji ima nadimak ančan (stariji brat), je najstariji od sedam protagonista u serijalu. Kao jak i veoma odlučan mladić, Sakuragi ima velike bokserske veštine koje je demonstrirao kada je nokautirao svih šest mladića nakon je Mario započeo tuču. Pošto ih je sve veoma brzo zavoleo, kao „stariji brat” Sakuragi se brine za mladiće. Međutim, zbog te dobrote često je meta čuvara Išihare. On je jedini mladić u celoj ustanovi koji se ne plaši Išihare. Kada je bio mlađi, njegov otac i petoro braće su poslati u vojsku. Njegov otac je jedini koji je preživeo i vratio se kući slomljene psihe što se kasnije razvilo u teško pijanstvo. On se zbog pića veoma brzo ubio, i to nakon što se raspravljao sa Sakuragijem, što je ostavilo veliki osećaj krivice u srcu mladića. Nakon toga se odlučio da nikad ne odustane od ljudi koji su mu bliski i da će ih uvek štiti po svaku cenu. Hagino, jedan od nekadašnjih Sakuragijevih prijatelja iz ćelije je misteriozno preminuo. Ostavio je pismo Sakuragiju u kome objašnjava kako sumnja da dr Sasaki i Išihara planiraju da ga ubiju posle svega što su mu uradili. Jedini u celoj školi, Sakuragi zna ovu užasnu tajnu što ga čini sledećom metom Sasakija i Išihare. Sakuragija su sredinom serijala ubili američki vojnici koji su mislili da on ima zle namere iako je do poslednjeg trenutka branio svoje drugove, svoju vernu braću iz doma za maloletnike.
Mario Minakami (水上 真理雄 )
Glas daje: Šun Oguri
Minakami Mario, dečak od 17 godina, je nezvanični vođa momaka. Osuđen je zato što je naneo teške povrede jednom od profesora u njegovoj tadašnjoj školi kada je saznao da je taj profesor silovao jednu od učenica. Prvog dana je započeo tuču sa Sakuragijem mada ga je veoma iskusniji Sakuragi brzo savladao. Mario je vremenom počeo da se divi Sakuragiju i prihvatio da ga on trenira i priprema za boks. Brzo se uvidelo da je otvoren momak bez dlake na jeziku. Kao i Sakuragi spreman je na sve kako bi zaštitio svoje prijatelje. Tokom jedne nesuglasice u dvorištu škole, Mario je dobio veoma ozbiljne povrede ruke što mu je unazadilo boksing karijeru ali se uz trud, rad i volju vratio na noge. Radio je nakon doma kao konobar i srećno je zaljubljen u devojku Secuko.
Noboru Maeda (前田 昇 )
Glas daje: Romi Park
Maeda Noboru, 16 godina. Ima nadimak Kornjača (スッポン ) i najmanji je od svih sedam dečaka. Osuđen je zbog krađe, prevare i nekoliko drugih zločina koji nisu bili istraženi do kraja tokom njegove osude. Izgubio je celu svoju porodicu u eksploziji atomske bombe. Iako nema borbene veštine niti je fizički spreman, ima veoma jaku vilicu i ugriz na koji je veoma ponosan. Nakon doma postaje veoma uspešan i vešt prodavac na crnom tržištu gde je zarađivao veliku količinu novca tako što je prodavao cigarete američkoj vojsci situiranoj u Japanu. Maeda ima rupe glavi, tj. nedostatak kose na nekim mestima kao uzrok radijacije. To ga ja koštalo života nakon par godina.
Rjudži Nomoto (野本 龍次 )
Glas daje: Keidži Fudživara
Nomoto Rjudži, 17 godina, zovu ga Prevara (バレモト Baremoto, bukv. Neotkriveni). On je najpametniiji od svih dečaka. Poslat je u dom zbog prevare, obmane i krađe, pogotovo u tržnim centrima. Kada je bio dete, on i njegova majka su bili veoma siromašni. Kada je saznao da je njegova majka prodavala svoje telo u vidu prostitucije kako bi imali dovoljno novca za hranu, izgubio je poverenje u ljude. Tek nakon što je upoznao Sakuragija i ostale počeo je da se menja i da opet ceni prijateljstvo. On takođe nema borbene veštine ali ga izvlači inteligencija i mogućnost da smišlja veoma komplikovane planove koji su momcima pomogli bezbroj puta. Navodno je otišao da se školuje nakon doma i promenio imidž.
Mansaku Macura (松浦 万作 )
Glas daje: Tomohiro Vaki
Macura Mansaku, 17 godina, nadimak mu je Kupus (キャベツ ). On je drugi po veličini od svih momaka. Osuđen je zbog nasilničkog ponašanja pod dejstvom alkohola. Pored svih zločina i njegovog zastrašujućeg fizičkog izgleda, on je najveći deo vremena veoma ljubazan, dobroćudan i tih. Najviše voli da uživa u jelu i najveseliji je od sedmorice. Najviše se druži sa Vojnikom. Iako tvrdi da nije veoma pametan, izvukao je momke iz mnogo gustih situacija. Nakon doma je krenuo da radi na građevini kako bi imao novca za hranu koju toliko voli.
Tadajoši Tojama (遠山 忠義 )
Glas daje: Takaja Kuroda
Tojama Tadajoši, 17 godina, nadimak mu je Vojnik (ヘイタイ ). Od svih momaka on je stvarno najveći. Poslat je u dom zbog agresivnog ponašanja i lažnih optužbi. Nemilosrdno i brutalno je pretukao dečka njegove majke koji ju je zlostavljao. Od svih momaka on je najmanje podnosio Sakuragija kada su se prvi put upoznali mada se to kasnije kao i sa svima pretvorilo u veliku bratsku ljubav. Poslušao je Sakuragijev savet i trenirao je kako bi mogao da se pridruži vojsci. Nakon dosta rada i bola uspeo je da ostvari svoj cilj postajući pravi vojnik. Njegov najbolji prijatelj je Kupus i njih dvojica se upotpunjuju i odlično rade zajedno. Postao je relativno miran ali kako situacija zahteva može biti veoma opasan po one koji hoće da njemu ili nekome bližnjem naude.
Džo Jokosuka (横須賀 丈 )
Glas daje: Tacuja Hasome
Jokosuka Džo, 16 godina. On je najćutljiviji od dečaka. Osuđen je nakon što je naneo povrede opasne po život čoveku koji je pokušao da ga siluje. On je siroče i ima mlađu sestru koja se zove Meg. Oni su polu Evropljani polu Japanci. Njegova bleda koža i plave oči mu daju nevin i bezopasan izgled što ga čini lakom metom, međutim izgled vara kada je njegova sestra u pitanju, za nju je spreman sve da učini. Njegova neverovatna snaga se pokazala kada je pokidao konopac kojim ga je doktor Sasaki vezao za stolicu. Ume da bude i nezgodan kada vidi da ima prednost. Kasnije postaje pevač.
Išihara (石原)
Glas daje: Kodži Iši
Išihara je jedan od starijih čuvara u Šonan domu za maloletnike. Išiharini brutalne i sadističke metode ga čine užasnim za sve zatvorenike. Uživa u tome da siluje i tuče momke bez ikakvog razloga. Od svih dečaka u školi najviše mrzi Sakuragija koji ga se uopšte ne plaši, ni njega ni njegovih metoda. Nedostatak straha kod Sakuragija čini Išiharu veoma besnim, a kasnije on razvija strah prema Sakuragiju. Kada Sakuragi gleda Išiharu direktno u oči, bez trunke straha, budi želju u njemu da ubije Sakuragije. Jedino poštovanje ima prema doktoru Sasakiju koji mu plaća lepu svotu novca da muči i zlostavlja dečake. Nakon što je otišao iz doma susreo se sa Mariom na jednoj obali. Izgledao je propalo i kao beskućnik od zloupotrebe droge. Nakon što je video šta je život učinio od njega, Mario je shvatio koliko je on jadan i da je dobio sve što je zaslužio. Ostavlja ga sudbini i nastavlja dalje. Išihara proklinje Sakuragija kojeg vidi u Mariovim očima.
Gisuke Sasaki (佐々木 義助)
Glas daje: Takaja Haši
Sasaki je doktor u domu gde su mladići osuđeni. Iako javno govori o tome kako se mora brinuti o toj deci, zaboraviće da spomene svoje ogavne, perverzne i nasilničke želje prema mladićima. On je delimično i razlog pored Išihare za to šta su momci proživeli u domu. Nakon što je napustio dom kandidovao se za gradonačelnika. U trenutku kako su momci to saznali odlučili su da je vreme za osvetu. Nisu mogli da dopuste da takav monstrum bude na tako cenjenom i visokom položaju. Momci su ga plašili i ucenjivali dok nije priznao svoje zločine. Džo je jedno veče došao kod njega pretvarajući se da je jedan od dečaka sa kojim će da ima odnose. Džo ubrzo vadi pištolj i uperava ga pravo u ogavnog doktora. Zakopali su ga do vrata na plaži i terali ga da prizna sve svoje zločine dok plima ne dođe. Nakon što su to snimili i predali policiji mogli su mirno da spavaju znajući da će monstrum dobiti sve što zaslužuje a da pritom nisu morali svoje ruke da prljaju.

## Franšiza

### Manga
Mangu Rainbow napisao je Džordž Abe i nacrtao Masasumi Kakizaki. Isprva je objavljivana u Šogakukanovoj manga reviji Weekly Young Sunday od 21. novembra 2002., do 31. jula 2008. godine, kada je časopis ugašen. Manga je potom prebačena u Big Comic Spirits gde se objavljivala od 15. juna 2009. do 4. januara 2010. godine. Poglavlja su sakupljena u 22 toma između 5. aprila 2003. i 27. februara 2010. godine. Manga je 2006. godine osvojila nagradu u opštoj kategoriji na 51. Šogakukanovoj nagradi za mange, deleći prvo mesto sa mangom A Spirit of the Sun. Priča je inspirisana Abeovim ličnim iskustvom sa zatvorskim sistemom.

### Anime
Prvih deset tomova mange adaptiran je anime, u produkciji studija Madhouse i režiji Hirošija Kodžine. Emitovao se u Japanu od 7. aprila do 29. septembra 2010. godine, sa ukupno 26 epizoda.

#### Spisak epizoda
| Epizoda | Naziv epizode (slobodan prevod) |
| ------- | ------------------------------- |
| 1       | Nakon kiše (енгл. )             |
| 2       | Begunac (енгл. )                |
| 3       | Nepoverenje (енгл. )            |
| 4       | Razrešenje (енгл. )             |
| 5       | Nekad.. (енгл. )                |
| 6       | Istina (енгл. )                 |
| 7       | Odlučnost (енгл. )              |
| 8       | Sloboda (енгл. )                |
| 9       | Žaljenje (енгл. )               |
| 10      | Osveta (енгл. )                 |
| 11      | Sukob (енгл. )                  |
| 12      | Obećanje (енгл. )               |
| 13      | Sećanje (енгл. )                |
| 14      | Osveta (енгл. )                 |
| 15      | Dosađivanje (енгл. )            |
| 16      | Sakriven (енгл. )               |
| 17      | Razdvajanje (енгл. )            |
| 18      | Nesalomljiv (енгл. )            |
| 19      | Ponovno okupljanje (енгл. )     |
| 20      | Zvanje (енгл. )                 |
| 21      | Oslepljen (енгл. )              |
| 22      | Uzbuna (енгл. )                 |
| 23      | Šansa (енгл. )                  |
| 24      | Očajnost (енгл. )               |
| 25      | Nezavisnost (енгл. )            |
| 26      | Preko duge (енгл. )             |

## Spoljašnje veze
- Zvanični sajt anime serije